# (5929) Manzano
(5929) Manzano – planetoida z grupy przecinających orbitę Marsa okrążająca Słońce w ciągu 3 lat i 226 dni w średniej odległości 2,35 j.a. Została odkryta 14 grudnia 1974 roku w Obserwatorium Féliksa Aguilara przez zespół El Leoncito Station. Nazwa planetoidy pochodzi od José Roberto Manzano (1928-1999), argentyńskiego fizyka zajmującego się promieniowaniem kosmicznym i badaniami jonosfery. Przed nadaniem nazwy planetoida nosiła oznaczenie tymczasowe (5929) 1974 XT.